# Arkadiusz Skrzypaszek
Arkadiusz Skrzypaszek (Oświęcim, 20 aprile 1968) è un ex pentatleta polacco.

## Biografia
Ha rappresentato la Polonia ai Giochi olimpici estivi di Seul 1988, dove si è piazzato al 23º posto nell'individuale e 9º nella classifica a squadre, e Barcellona 1992, in cui ha vinto l'oro individuale e a squadre.

## Palmarès
In carriera ha conseguito i seguenti risultati:
- Giochi olimpici:

Barcellona 1992: oro nel pentathlon moderno individuale ed a squadre.
- Mondiali:

Lahti 1990: bronzo nel pentathlon moderno a squadre.
San Antonio 1991: oro nel pentathlon moderno individuale ed argento a squadre.